# Migdolus cuyabanus
Migdolus cuyabanus är en skalbaggsart som beskrevs av Lane 1937. Migdolus cuyabanus ingår i släktet Migdolus och familjen långhorningar. Inga underarter finns listade i Catalogue of Life.